# Kanton Oyonnax
Der Kanton Oyonnax ist ein französischer Kanton im Arrondissement Nantua, im Département Ain und in der Region Auvergne-Rhône-Alpes. Der Begriff bezeichnet sowohl einen historischen Kanton wie auch die heutige Verwaltungseinheit. Der historische Kanton entstand im Zuge der Französischen Revolution 1793 und existierte für fast 200 Jahre, bis er 1982 in die Kantone Oyonnax-Nord und Oyonnax-Sud aufgeteilt wurde. Die landesweite Neuordnung der Kantone im März 2015 schuf wieder einen ungeteilten Kanton Oyonnax. Er umfasst neben der Gemeinde Oyonnax auch die Gemeinde Arbent.

## Gemeinden
Der Kanton besteht aus zwei Gemeinden mit insgesamt 25.860 Einwohnern (Stand: 1. Januar 2022) auf einer Gesamtfläche von 59,86 km²:
| Gemeinde       | Einwohner 1. Januar 2022 | Fläche km² | Dichte Einw./km² | Code INSEE | Postleitzahl |
| -------------- | ------------------------ | ---------- | ---------------- | ---------- | ------------ |
| Arbent         | 3.482                    | 23,49      | 148              | 01014      | 01100        |
| Oyonnax        | 22.378                   | 36,37      | 615              | 01283      | 01100        |
| Kanton Oyonnax | 25.860                   | 59,86      | 432              | 0115       | –            |

## Politik
| Vertreter im Départementsrat | Vertreter im Départementsrat     | Vertreter im Départementsrat |
| Amtszeit                     | Namen                            | Partei                       |
| ---------------------------- | -------------------------------- | ---------------------------- |
| 2015–                        | Liliane Maissiat Michel Perrauda | UD                           |